# Spathius alexandri
Spathius alexandri är en stekelart som beskrevs av Sergey A. Belokobylskij 1989. Spathius alexandri ingår i släktet Spathius och familjen bracksteklar. Inga underarter finns listade i Catalogue of Life.